# První vláda Stanleyho Baldwina
První vláda Stanleyho Baldwina úřadovala necelý rok v letech 1923 až 1924. Ve volbách v prosinci roku 1923 ztratila většinu a v lednu následujícího roku jí byla vyslovena nedůvěra.

## Politika
Předchozí konzervativní vládu vedl Andrew Bonar Law; na jaře 1923 se ale u něj projevily zdravotní problémy a v květnu rezignoval. Jako nástupce připadal v úvahu buď ministr zahraničí lord Curzon nebo ministr financí Stanley Baldwin. Přednost dostal právě Baldwin, jelikož svým obyčejným původem překračoval třídní rozdíly, na rozdíl od aristokrata Curzona, který byl navíc členem Sněmovny lordů, kde neměla zastoupení největší opoziční strana - labouristé.
Vláda se potýkala s mnoha zahraničními problémy (např. uchvácení Korfu Itálií), přesto držela klidný kurz. Konfrontovaný s roustoucí nezaměstnaností se ale kabinet rozhodl zavést celní bariéru. Baldwin chtěl tímto záměrem také stmelit stranu, protože jeho protivníci jako Austen Chamberlain byli zastánci cla. Bonar Law nicméně již dříve slíbil, že k takovému kroku vláda potřebuje mandát od voličů. Premiér proto zariskoval a na prosinec 1923 vyhlásil všeobecné volby. Ty skončily pro Konzervativní stranu fiaskem, když obsadila jen asi 40% mandátů. V novém parlamentu, rozděleném na tři části mezi konzervativce, labouristy a liberály, Baldwinova vláda nezískala důvěru a nastoupila labouristická vláda Ramsaye MacDonalda.

## Legitimita vlády
| Vládní strana        | Hlasy ve volbách | % zisk | Mandáty v Dolní sněmovně | Křesla v kabinetu | Vůdce strany    |
| -------------------- | ---------------- | ------ | ------------------------ | ----------------- | --------------- |
| Konzervativní strana | 5 294 465        | 38,5 % | 344/615                  | 19                | Stanley Baldwin |

## Seznam členů kabinetu
| Úřad                           | Člen kabinetu                 | Strana               | Nástup do úřadu | Odchod z úřadu |
| ------------------------------ | ----------------------------- | -------------------- | --------------- | -------------- |
| Premiér                        | Stanley Baldwin               | Konzervativní strana | 22. května 1923 | 22. ledna 1924 |
| Lord kancléř                   | Lord Cave                     | Konzervativní strana | 22. května 1923 | 22. ledna 1924 |
| Lord prezident Státní rady     | Lord Salisbury                | Konzervativní strana | 22. května 1923 | 22. ledna 1924 |
| Lord strážce pečeti            | Lord Robert Cecil             | Konzervativní strana | 22. května 1923 | 22. ledna 1924 |
| Kancléř státní pokladny        | Stanley Baldwin               | Konzervativní strana | 22. května 1923 | 27. srpna 1923 |
| Kancléř státní pokladny        | Neville Chamberlain           | Konzervativní strana | 27. srpna 1923  | 22. ledna 1924 |
| Ministr vnitra                 | William Bridgeman             | Konzervativní strana | 22. května 1923 | 22. ledna 1924 |
| Ministr zahraničí              | Lord Curzon                   | Konzervativní strana | 22. května 1923 | 22. ledna 1924 |
| Ministr kolonií                | Vévoda z Devonshiru           | Konzervativní strana | 22. května 1923 | 22. ledna 1924 |
| Ministr války                  | Lord Derby                    | Konzervativní strana | 22. května 1923 | 22. ledna 1924 |
| Ministr pro Indii              | Lord Peel                     | Konzervativní strana | 22. května 1923 | 22. ledna 1924 |
| Ministr letectva               | Sir Samuel Hoare              | Konzervativní strana | 22. května 1923 | 22. ledna 1924 |
| Ministr pro Skotsko            | Lord Novar                    | Konzervativní strana | 22. května 1923 | 22. ledna 1924 |
| První lord admirality          | Leo Amery                     | Konzervativní strana | 22. května 1923 | 22. ledna 1924 |
| Předseda obchodní rady         | Sir Philip Lloyd-Greame       | Konzervativní strana | 22. května 1923 | 22. ledna 1924 |
| Ministr zemědělství            | Sir Robert Sanders            | Konzervativní strana | 22. května 1923 | 22. ledna 1924 |
| Prezident Úřadu pro vzdělávání | Edward Frederick Lindley Wood | Konzervativní strana | 22. května 1923 | 22. ledna 1924 |
| Ministr práce                  | Sir Anderson Barlow           | Konzervativní strana | 22. května 1923 | 22. ledna 1924 |
| Ministr zdravotnictví          | Neville Chamberlain           | Konzervativní strana | 22. května 1923 | 27. srpna 1923 |
| Ministr zdravotnictví          | Sir William Joynson-Hicks     | Konzervativní strana | 27. srpna 1923  | 22. ledna 1924 |
| Finanční tajemník pokladu      | Sir William Joynson-Hicks     | Konzervativní strana | 22. května 1923 | 27. srpna 1923 |
| Generální poštmistr            | Sir Laming Worthington-Evans  | Konzervativní strana | 22. května 1923 | 22. ledna 1924 |